# Panogena comorana
Panogena comorana är en fjärilsart som beskrevs av Griveaud 1960. Panogena comorana ingår i släktet Panogena och familjen svärmare. Inga underarter finns listade i Catalogue of Life.